# Campoplex argenteus
Campoplex argenteus là một loài tò vò trong họ Ichneumonidae.